# Сафа и Маруа
Сафа и Маруа (на арабски: ٱلصَّفَا وَٱلْمَرْوَة, ас-Сафа уал-Маруа) са две скали в Мека, Саудитска Арабия, които играят централна роля в ритуала сай, изпълняван по време на ислямските поклонения хадж и умра. Сафа и Маруа са разположени на около 450 метра една от друга, непосредствено на изток от храма „Кааба“.
Според традицията, датираща от предислямската епоха, Сафа и Маруа се свързват със странстванията в пустинята на Хаджар след прогонването ѝ от дома на Ибрахим – тя тичала седем пъти между тях в търсене на вода за малкия си син Измаил, малко преди той да открие кладенеца Замзам. Хълмовете се споменават в Корана (2:158). По време на поклоненията на мюсюлманите в Мека се извършва ритуала сай – седемкратно преминаване между двата хълма. Днес Сафа и Маруа са част от джамията Масджид ал-Харам, като над двете скали са изградени куполи, а между тях – покрита галерия.